# Dixella humeralis
Dixella humeralis är en tvåvingeart som först beskrevs av Tonnoir 1923.  Dixella humeralis ingår i släktet Dixella och familjen u-myggor. Inga underarter finns listade i Catalogue of Life.